# Prágai metró
A prágai metró (csehül: Metro v Praze) egy 65,5 km hosszú, 61 állomással rendelkező 3 vonalas metrórendszer, mely Csehország fővárosát, Prágát szolgálja ki, melynek legfontosabb közlekedési eszköze. Bár a város nem tartozik Európa legnagyobb városai közé, metrórendszere mégis a hetedik legforgalmasabb a kontinensen.

## Vonalak
| #                                       | Név               | Megnyitva   | Hossza  | Állomások száma                                |
| --------------------------------------- | ----------------- | ----------- | ------- | ---------------------------------------------- |
| A                                       | A vonal (Linka A) | 1978        | 17,1 km | 17                                             |
| B                                       | B vonal (Linka B) | 1985        | 25,6 km | 24                                             |
| C                                       | C vonal (Linka C) | 1974        | 22,7 km | 20                                             |
| Építés alatt álló vonalak (2022 – 2029) |                   |             |         |                                                |
| D                                       | D vonal (Linka D) | 2029 terv.  | 10,5 km | 10                                             |
| Tervezett vonalak (2033 – ~2040)        |                   |             |         |                                                |
| O                                       | O vonal (Linka O) | ~2040 terv. | 36 km   | 23                                             |
|                                         | Összesen:         |             | 65,4 km | 57 (közülük 5 állomáson találkoznak a vonalak) |

### A vonal
Az A vonal csupán másodiknak nyílt meg, 1978-ban, s leginkább az 1980-as években fejlődött. 17 állomása van a 17,1 km-es szakaszon.
| Szakasz                  | Megnyitás dátuma    | Hossza  |
| Dejvická–Náměstí Míru    | 1978. augusztus 12. | 4,7 km  |
| Náměstí Míru–Želivského  | 1980. december 19.  | 2,7 km  |
| Želivského–Strašnická    | 1987. november 11.  | 1,2 km  |
| Strašnická–Skalka        | 1990. november 4.   | 1,3 km  |
| Skalka–Depo Hostivař     | 2006. május 26.     | 1,0 km  |
| Dejvická–Nemocnice Motol | 2015. április 6.    | 6,1 km  |
| Összesen:                | 17 állomás          | 17,1 km |

### B vonal
A B vonal nyílt meg utoljára, azaz harmadiknak a prágai metró történetében, 1985-ben, majd fokozatosan tovább bővítették, s jelenleg ez a leghosszabb vonal a hálózatban: 25,6 km-en 24 állomás található.
| Szakasz                          | Megnyitás dátuma   | Hossza       |
| Florenc–Smíchovské nádraží       | 1985. november 2.  | 4,9 km       |
| Smíchovské nádraží–Nové Butovice | 1988. október 26.  | 4,9 km       |
| Florenc–Českomoravská            | 1990. november 22. | 4,4 km       |
| Nové Butovice–Zličín             | 1994. november 11. | 5,1 km       |
| Českomoravská–Černý Most         | 1998. november 8.  | 6,3 km       |
| Hloubětín                        | 1999. június 8.    | csak állomás |
| Kolbenova                        | 2001. június 26.   | csak állomás |
| Összesen:                        | 24 állomás         | 25,6 km      |

### C vonal

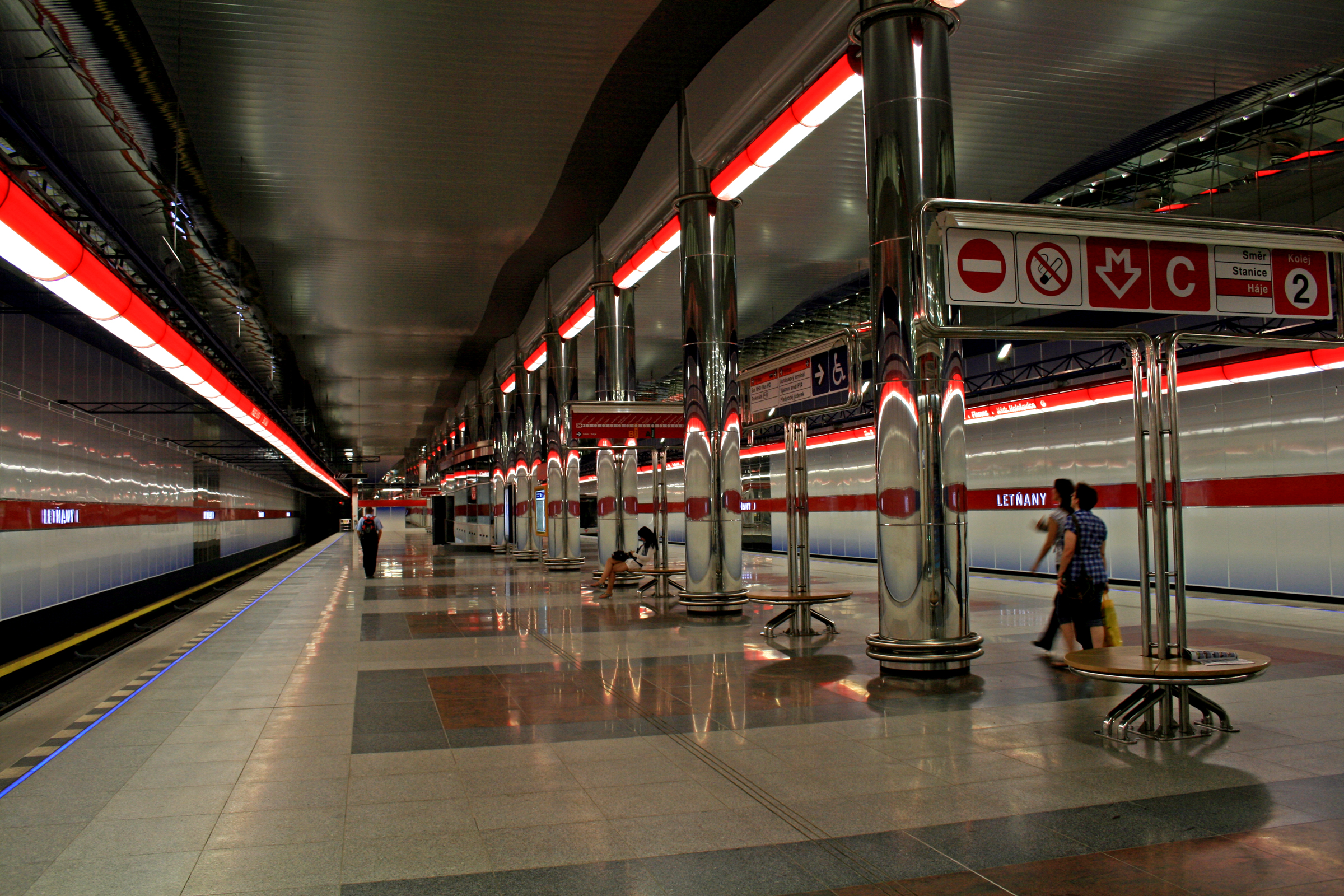
Modern metróállomás: Letňany

A prágai C vonal a hálózat legrégebbije: 1974-ben nyitották meg. A vonal hossza 22,41 km, és ezalatt 20 állomás található. Az utazási idő kb. 35 perc.
| Szakasz                    | Megnyitás dátuma   | Hossza  |
| Florenc–Kačerov            | 1974. május 9.     | 6,6 km  |
| Kačerov–Háje               | 1980. november 11. | 5,3 km  |
| Florenc–Nádraží Holešovice | 1984. november 3.  | 2,2 km  |
| Nádraží Holešovice–Ládví   | 2004. június 26.   | 4,0 km  |
| Ládví–Letňany              | 2008. május 8.     | 4,6 km  |
| Összesen:                  | 20 állomás         | 22,7 km |

### Tervezett és építés alatt álló vonalak

#### D vonal
A D vonal tervezett megnyitása 2029-ben, 10 állomással és 10,5 km-es szakaszon. Az építkezést 2013-ban hagyták jóvá. A tényleges építkezések 2022-ben kezdődtek meg az első szakaszon, az Olbrachtova állomással.
| Szakasz                   | Megnyitás dátuma | Hossza  |
| Náměstí Míru–Depo Písnice | 2029 (tervezett) |         |
| Összesen:                 | 10 állomás       | 10,5 km |

#### O vonal
Az O vonal (eredetileg: E vonal) tervezett megnyitása 2040–2060 között, 23 állomással. A tervezett vonal hossza 2022-es javaslatok szerint 36 kilométer lenne. Egy körkörös vonal lenne a városban. Nyolc állomáson érintené a korábban elkészült négy vonalat (Dejvická, Anděl, Smíchovské nádraží, Olbrachtova, Budějovická, Želivského, Vysočanská, Prosek).
| Szakasz                 | Megnyitás dátuma | Hossza |
| Nádraží Podbaba (gyűrű) |                  |        |
| Összesen:               | 23 állomás       | 36 km  |